# L'Été de Trapellune
L'Été de Trapellune  — A Fatal Inversion dans l'édition originale britannique — est un roman policier historique publié par Ruth Rendell en 1987. Dans l'édition originale anglaise, le roman est signé du pseudonyme Barbara Vine, mais l'éditeur français fait paraître la traduction sous la signature Ruth Rendell. Le roman remporte le Gold Dagger Award 1987.

## Résumé
En août 1986, un couple qui a acquis depuis quelques années Winy Hall, une vaste propriété du Suffolk, fait la découverte d'ossements humains dans le petit cimetière pour animaux où il avait décidé d'enterrer leur chien. Adam Verne-Smith, qui possédait les lieux en 1976, devient nerveux quand les journaux révèlent que la police enquête pour identifier le squelette.
Dix ans auparavant, en 1976, Adam a dix-neuf ans. Son vieil oncle vient de mourir et l'a rendu seul héritier de Winy Hall pour se moquer de son père qui cherchait par les plus basses flatteries à obtenir ce legs.  Avec son ami Rufus, un étudiant en médecine, Adam s'installe au manoir et découvre ses dix hectares de terrain boisés avec lac, verger et prairies. Bientôt, Shiva et d'autres jeunes viennent se joindre à eux. Une communauté prend forme. Des amitiés se nouent, des couples se forment. Zozie, la femme-enfant, veut à tout prix un bébé. C'est un été de joie et de passion, mais aussi de drogues, de larcins et de désordre. Peu à peu, les tensions se multiplient. Les conflits personnels, politiques ou racistes éclatent et, au terme de cette dérive, un assassinat est commis. Tous et chacun jurent le secret sur cet événement. On se sépare avec la volonté de ne jamais chercher à se revoir. Or, à présent que les autorités veulent faire la lumière sur la découverte macabre des ossements, Adam, Rufus et Shiva voient rejaillir dans leur esprit les souvenirs de ce tragique été. 

## Honneurs
L'Été de Trapellune (A Fatal Inversion) remporte en 1987 le Gold Dagger Award du meilleur roman décerné par la Crime Writers' Association.
L'Été de Trapellune occupe la 51e place au classement des cent meilleurs romans policiers de tous les temps établie par la Crime Writers' Association en 1990.

## Éditions
Édition originale en anglais
- (en) Barbara Vine, A Fatal Inversion, Londres, Viking Press, 1987 (OCLC 23838424) - édition britannique

Éditions françaises
- (fr) Ruth Rendell (auteur) et Frédérique Nathan (traducteur), L'Été de Trapellune : roman [« A Fatal Inversion »], Paris, Calmann-Lévy, 1988, 331 p. (ISBN 2-7021-1696-5, BNF 34937166)
- (fr) Ruth Rendell (auteur) et Frédérique Nathan (traducteur), L'Été de Trapellune [« A Fatal Inversion »], Paris, Presses Pocket, coll. « Presses Pocket no 2876 », 1989, 346 p. (ISBN 2-266-02989-4, BNF 35022295)
- (fr) Ruth Rendell (auteur) et Frédérique Nathan (traducteur), L'Été de Trapellune [« A Fatal Inversion »], Paris, Robert Laffont, dans le volume omnibus Œuvres, coll. « Bouquins », 1992, 1148 p. (ISBN 2-221-07257-X, BNF 35504616)
- (fr) Ruth Rendell (auteur) et Frédérique Nathan (traducteur), L'Été de Trapellune [« A Fatal Inversion »], Paris, Librairie générale française, coll. « Le Livre de poche no 9780 », 1994, 377 p. (ISBN 2-253-09780-2, BNF 35629575)

## Adaptation à la télévision
- 1992 : Le Manoir secret (A Fatal Inversion), mini-série britannique de la BBC en trois épisodes, avec Douglas Hodge et Jeremy Northam